# بيل لانج (لاعب كرة قدم أمريكية)
بيل لانج (بالإنجليزية: Bill Lange) هو لاعب كرة قدم أمريكية أمريكي، ولد في 12 يناير 1928 في دلفوس في الولايات المتحدة، وتوفي في 5 أبريل 1995 في بيل فونتين في الولايات المتحدة.

## وصلات خارجية
- بيل لانج على موقع كلية كرة السلة في سبورتس رفرنس.كوم (الإنجليزية)
- بيل لانج على موقع مرجع كرة القدم المحترفة.كوم (الإنجليزية)
- بيل لانج على موقع JustSportsStats.com (الإنجليزية)